# Tour de Suisse 1956
Die 20. Tour de Suisse fand vom 16. bis 23. Juni 1956 statt. Sie führte über acht Etappen und eine Gesamtdistanz von 1645 Kilometern.
Gesamtsieger wurde der Schweizer Rolf Graf. Die Rundfahrt startete in Zürich mit 64 Fahrern, von denen 41 Fahrer ins Ziel – ebenfalls in Zürich – kamen.
Mit Brian Robinson platzierte sich erstmals ein Brite unter den besten Zehn in der Gesamtwertung der Tour de Suisse.

## Etappen
| Etappe    | Tag      | Start – Ziel           | km       | Etappensieger  | Gesamtwertung |
| --------- | -------- | ---------------------- | -------- | -------------- | ------------- |
| 1. Etappe | 16. Juni | Zürich – Schaffhausen  | 246      | René Strehler  | René Strehler |
| 2. Etappe | 17. Juni | Schaffhausen – Biel    | 261      | Guido Boni     | Guido Boni    |
| 3. Etappe | 18. Juni | Biel – Lausanne        | 234      | René Strehler  | René Strehler |
| 4. Etappe | 19. Juni | Lausanne – Grindelwald | 218      | Jef Planckaert | Guido Boni    |
| 5. Etappe | 20. Juni | Grindelwald – Pallanza | 242      | Rolf Graf      | Wout Wagtmans |
| 6. Etappe | 21. Juni | Pallanza – Bellinzona  | 64 (EZF) | Rolf Graf      | Rolf Graf     |
| 7. Etappe | 22. Juni | Bellinzona – Chur      | 168      | Fritz Schär    | Rolf Graf     |
| 8. Etappe | 23. Juni | Chur – Zürich          | 212      | René Strehler  | Rolf Graf     |